# Neptunium(IV)-fluorid
Neptunium(IV)-fluorid ist eine chemische Verbindung aus den Elementen Neptunium und Fluor. Es besitzt die Formel NpF4 und gehört zur Stoffklasse der Fluoride.

## Darstellung
Neptunium(IV)-fluorid entsteht durch Umsetzung von Neptunium(IV)-oxid (NpO2) mit Fluorwasserstoff (HF) im O2-Strom bei 500 °C. Der Sauerstoff verhindert eine Reduktion des Produkts durch meist im HF-Gas vorhandene, geringe Mengen Wasserstoff.
{\displaystyle {\ce {NpO2 + O2 + 4 HF -> NpF4 + O2 + 2 H2O}}}
Eine weitere Darstellungsmethode ist die Oxidation von Neptunium(III)-fluorid (NpF3) mit einem Sauerstoff-Fluorwasserstoff-Gemisch.
{\displaystyle {\ce {4 NpF3 + O2 + 4 HF -> 4 NpF4 + 2 H2O}}}

## Eigenschaften

### Physikalische Eigenschaften
Neptunium(IV)-fluorid ist ein grüner Feststoff und kristallisiert im monoklinen Kristallsystem mit den Gitterparametern a = 1264 pm, b = 1070 pm, c = 836 pm und β = 126,4°.

### Chemische Eigenschaften
Neptunium(IV)-fluorid wird im H2-Strom zu Neptunium(III)-fluorid (NpF3) reduziert:
{\displaystyle {\ce {2 NpF4 + H2 -> 2 NpF3 + 2 HF}}}
Neptunium(IV)-fluorid wird im Fluorgasstrom bei 500 °C zum flüchtigen Neptuniumhexafluorid (NpF6) umgesetzt:
{\displaystyle {\ce {NpF4 + F2 -> NpF6}}}

## Sicherheitshinweise
Einstufungen nach der CLP-Verordnung liegen nicht vor, weil diese nur die chemische Gefährlichkeit umfassen und eine völlig untergeordnete Rolle gegenüber den auf der Radioaktivität beruhenden Gefahren spielen. Auch Letzteres gilt nur, wenn es sich um eine dafür relevante Stoffmenge handelt.